# Il sentiero della felicità
Il sentiero della felicità (Awake: The Life of Yogananda) è un documentario del 2014 diretto da Paola di Florio e Lisa Leeman.
Il documentario tratta dello yogi indiano Paramahansa Yogananda, di cui ripercorre le vicende biografiche e in particolare la sua venuta in Occidente negli anni 20 per insegnarvi i principi dello yoga e della meditazione.
Originariamente prodotto in inglese col titolo Awake: the Life of Yogananda («Destatevi: la vita di Yogananda»), è stato anche doppiato in alcune parti in italiano nel 2016, anno in cui è stato distribuito in Italia.

## Trama
Promosso dalla Self Realization Fellowship, il film include riprese d'archivio, e interviste con i discepoli di Paramahansa Yogananda così come col cantante George Harrison, i musicisti Ravi Shankar e Krishna Das, ed altri esponenti della società e della cultura mondiali.
La vita di Yogananda viene ricostruita passando attraverso la nascita e i primi anni, la perdita precoce della madre, il cammino iniziatico nell'ashram del guru Sri Yukteswar, la partenza per Boston dove egli iniziò l'attività di divulgazione dei principi dello yoga, la fondazione della Self-Realization Fellowship a Los Angeles, il successo presso la gente ma anche le difficoltà dovute all'ostilità dei media americani, il suo temporaneo rientro in India nel 1935, e infine la morte improvvisa dopo un celebre discorso pronunciato al Millennium Biltmore Hotel.

## Produzione
È stato girato nell'arco di tre anni in circa trenta paesi, compresi luoghi di pellegrinaggio in India, università come l'Harvard Divinity School con i suoi laboratori di fisica, il Centro di "Scienza" e Spiritualità presso l'Università della Pennsylvania, il Chopra Center di Carlsbad in California.
Come il saggio Autobiografia di uno yogi scritto di suo pugno, il film invita ad esplorare la spiritualità di Yogananda incentrata sulla missione peculiare, affidatagli dai suoi maestri, di conciliare la dottrina vedica e induista con la religiosità cristiana, nel contesto di un metodo, il Kriyā Yoga, mirante a distogliere l'attenzione dei sensi dal mondo esterno per rivolgerli alla propria interiorità, in cui ritrovare la libertà e la comunione con Dio.

## Riconoscimenti
- Vincitore dell'Audience Award per il miglior film all'Illuminate Film Festival;[9][10]
- Vincitore del Maui Film Festival, nella categoria Spirit in Cinema Award;[10][11]
- Vincitore del Conscious Life Award, al Conscious Life Expo Film Festival;[11]
- Selezione Ufficiale al Seattle International Film Festival;[12]
- Selezione Ufficiale al Tel Aviv Spirit Film Festival;[13]
- Selezione Ufficiale all'International Women's Film Festival di Herat (Afghanistan).[14]